# Constantina Araújo
Constantina Araújo (São Paulo, 28 de maig de 1922 — São Paulo, 4 de març de 1966) va ser una cantant lírica brasilera (soprano lírica-spinto).

## Biografia
Fou filla de pare portuguès, António Duarte de Araújo, i de mare italiana, Concetta Zupo. Va estudiar cant líric al Conservatori Dramàtic i Musical amb el professor Murino, un mestre italià de molts altres talents de São Paulo. Va començar la seva carrera musical a l'antiga Rádio Gazeta, una emissora que tenia un auditori on es representaven obres líriques i òperes completes en format de concert.
Va debutar el 1947 al Teatre Municipal de São Paulo, interpretant el paper de Leonora a l'òpera Il trovatore de Giuseppe Verdi. Les seves actuacions en aquest teatre d'òpera sempre van ser objecte d'aplaudiments del públic i la crítica. A Porto Alegre, va cantar les òperes Otello, Il trovatore i Aida, totes elles de Verdi.
Va anar a Europa el 1950 i, quaranta dies després d'arribar, una substitució d'última hora en el paper principal de l'òpera Aida va suposar el llançament de la seva carrera a Europa, especialment a Itàlia.
Constantina Araújo va cantar a Bari, Verona, Londres, Trieste, Montecarlo, París, Augsburg, Lisboa, Gènova, Nàpols, Bolzano, Bolonya, Capri, Salsomaggiore i altres ciutats.
El seu repertori estava format per Aida, Un ballo in maschera, I vespri siciliani, Ernani, La vida breve, Mefistofele, Madame Butterfly, L'amore dei tre re, Oberon i Cavalleria rusticana.
El 1966, a la seva ciutat natal, recuperant-se d'una cirurgia, Constantina Araújo va morir als 43 anys d'una embòlia pulmonar .
L'any 2001 es va publicar un enregistrament que Constantina va fer al costat de Mario Del Monaco, Cesare Siepi i Mario Sereni, sota la batuta de Fernando Previtali, per a una emissió radiofònica de la RAI de 1958 de l'òpera Ernani de Giuseppe Verdi.